# Tempo (musik)
Tempo (av italienska tempo, 'tid', 'hastighet', av latinets tempus, 'tid') är en av de grundläggande musiktermerna och betecknar ett musikstyckes hastighet, dvs. hur snabbt pulsslagen följer på varandra. Ett sätt att definiera tempot är genom antalet taktslag per minut, förkortat bpm (av engelskans 'beats per minute'). I notskrift betecknas oftast tempot med en tempobeteckning, ibland även genom metronomtal, vilket då anger antal pulsslag per minut.
Med en metronom och metronomanvisningar kan man exakt ange hur snabbt musiken ska spelas, men de små avvikelser som gör musiken levande, agogik, kan inte lätt fångas i notskrift.
De klassiska tempobeteckningarna brukar ofta också ses som karaktärsbeskrivningar av musiken. De anger inte en absolut frekvens, utan en relation till en tänkt normal frekvens, oftast människans puls, ungefär 70 slag per minut. Som tempobeteckningar använder man vanligen vissa internationellt brukade italienska termer.

## Tempobeteckningar (exempel)
- Grave – allvarligt, tungt
- Largo, Largetto eller Larghetto – brett, långsamt;
- Lento – långsamt
- Adagio – sakta
- Andante – lugnt gående
- Andantino – något rörligare än andante
- Moderato – måttligt fort
- Allegretto – något lugnare än allegro
- Allegro – glatt, hastigt
- Vivace – livligt
- Presto – mycket hastigt
- Prestissimo – så snabbt som möjligt

Vanliga tilläggsord för att ange tempo
- sostenuto – uthållet
- (ma) non troppo – (men) inte för mycket
- (ma) non tanto – (men) ej så mycket
- molto – mycket
- assai – mycket, tillräckligt
- con moto – med rörelse

## Termer som betecknar förändringar av tempo
- accelerando (förkortas accel.) – gradvis snabbare
- stringendo – påträngande, ökande i tempo
- stretto – sammanträngt, snabbare
- ritardando (ofta rit., även ritard. för att särskilja från ritenuto) – avsaktande, tempot minskas gradvis
- rallentando (rall.) – allt långsammare, tempot minskas gradvis
- allargando – gradvis långsammare, tilltagande i bredd
- ritenuto (riten., ibland rit. vilket kan leda till förväxling med ritardando) – långsammare, återhållet
- meno mosso – mindre rörligt
- più mosso – rörligare
- a tempo eller in tempo – återgång till tidigare tempo

Avtagande hastighet och styrkegrad på samma gång anges med
- calando – avtagande
- morendo – bortdöende
- smorzando – plötsligt bortdöende

## Generella termer
För att ytterligare beskriva ett tempo eller en tempoförändring används adjektiv som
- Poco - lite, något

Ett fritt föredrag utan strängt fasthållande av takt och tempo betecknas rubato.

Samma tempo som föregående sats eller avsnitt betecknas lo stesso tempo eller l'istesso tempo.

## Upptempo
Upptempo innebär musik som spelas i ett högt eller ett ökat tempo.